# Рамондт-Хиршманн, Корнелия
Корнелия Рамондт-Хиршманн (29 июля 1871, Гаага — 20 ноября 1957, Хилверсюм, Северная Голландия) — голландская учительница, феминистка, пацифистка и теософ, активная в первой половине XX века. Была одной из женщин, которые участвовали в движении пацифистских феминисток во время Первой мировой войны, которые обращались к мировым лидерам с просьбой разработать посреднический орган для работы на благо мира. Кульминацией их усилий стало создание Лиги Наций после окончания войны. В период с 1935 по 1937 год она была одним из трёх международных сопредседателей Международной женской лиги за мир и свободу (WILPF).

## Ранние годы
Сюзанна Теодора Корнелия Хиршманн, известная как «Кор», родилась 29 июля 1871 года в Гааге, Нидерланды в семье Софи (урождённой Бансен) и Фредерика Виллема Луи Антони Хиршманн. Её отец служил в рядах Королевского голландского флота и умер, когда ей было девять лет, во время путешествия из бывших голландских колоний в Индии. Она была воспитана матерью и посещала христианскую образовательную академию в Гааге. В 1889 году она получила сертификат преподавателя начального образования, а в следующем году получила сертификат для преподавания французского языка.

## Карьера
После окончания обучения Хиршманн с матерью переехали в Неймеген, где они жили на пенсию, получаемую после смерти отца, и доходы от преподавания. Она получила аттестат по физическому воспитанию 1893 года. Вполне вероятно, что во время их пребывания в Неймегене Хиршманн познакомилась с Дирком Рамондтом, почтовым служащим. Вскоре она вместе с матерью переехала в Утрехт и там 15 июня 1899 года вышла замуж за Рамондта. Молодая пара переехала в Бреду и жила там, после того, как родилась их дочь Софи.
После знакомства с голландским феминистским движением Рамондт-Хиршманн вскоре стала сторонником Международной ассоциации матерей (VVK) и Международного женского избирательного альянса (IWSA). В 1903 году семья переехала в Гаагу, и Рамондт-Хиршманн стала работать секретарём исполнительного совета голландского женского совета (NVR), с другими феминистками, такими как Иоганна Набер и Мьен Итали-Ван Эмбден. Примерно в то же время Рамондт-Хиршманн стала членом голландской вегетарианской ассоциации и Гаагской Ассоциации философии. Она заинтересовалась теософией и начала проводить лекции для своих друзей и знакомых. Рамондт-Хиршманн регулярно проводила презентации для голландской секции Теософского общества.
В 1912 году семья снова переехала, обосновавшись в Амстердаме. Рамондт-Хиршманн стала участником пацифистского движения. Она была соорганизатором Международного женского конгресса, состоявшегося в 1915 году в Гааге. На этой конференции Рамондт-Хиршманн была избрана председателем голландского отделения Международного Комитета женщин за постоянный мир (ICWPP) — новой организации, созданной на конференции. После Конгресса были сформированы две делегации для представления резолюций совещания главам государств. Рамондт-Хиршманн была включена в состав делегации, которая представляла резолюции Скандинавии и России. Наряду с Эмили Грин Болч, Кристал Макмиллан, Розикой Швиммер и Джулией Грейс Уэйлс, Рамондт-Хиршманн сформировали группу, выступающую перед народами стран, не участвовавших в военных действиях. Джейн Аддамс возглавляла другую делегацию, которая выступала перед странами, находящимися в состоянии войны.
Первые две остановки, в Дании и Норвегии, прошли без происшествий, за исключением того, что таксист, который никак не мог поверить, что у группы женщин назначена встреча с королём Хоконом, несколько раз объехал дворец, прежде чем наконец доставить группу. В Швеции их встретил министр иностранных дел Кнут Валленберг, который согласился но то, чтобы Швеция приняла у себя конференцию по мирному посредничеству, если женская делегация сможет добиться согласия на участие двух воюющих стран. Во время войны большинство дипломатов отказывались делать окончательные заявления, и воодушевлённая таким развитием событий группа без Швиммер, гражданство которой не позволяло ей посетить Россию, строила планы отправиться в Петроград. Через несколько дней им удалось добиться интервью с министром иностранных дел Сергеем Сазоновым, который, несмотря на свой изначальный скептицизм, официально заявил о том, что Россия не будет выступать против нейтральной посреднической конференции. Группа Аддамс добилась аналогичного заявления от премьер-министра Франции, Рене Вивиани, хотя эта информация была неизвестна группе Рамондт-Хиршманн, поскольку к тому времени, когда они вернулись в Гаагу, где должны были встретиться обе делегации, Аддамс отправилась в Соединенные Штаты.
Встретившись с Алеттой Якобс, делегация без Рамондт-Хиршманн и Швиммер, направилась к министру иностранных дел Германии Готлибу фон Ягову, в то время как Болч и Макмиллан беседовали с Лордом-председателем Совета Робертом Кру, исполнявшим обязанности министра иностранных дел Великобритании. Фон Ягов не видел никакого практического смысла, но согласился на участие Германии в нейтральном посредничестве. Лорд Кру отказался принять предложение, заявив лишь, что Британия не будет чинить препятствий такой встрече или возражать против конференции, если она действительно состоится. Вооружённая этими заявлениями, Швиммер добилась от Валленберга обещания представить план шведскому Кабинету Министров. Тем временем, пока делегаты находились за границей, Алетта Якобс оказывала давление на премьер-министра Нидерландов Питера Корт ван дер Линдена, чтобы тот принял конференцию в Гааге. Ван дер Линден хотел получить заверения, что президент Вудро Вильсон поддержит конференцию, и послал Якобс с официальным запросом. Но убедить Вильсона не удалось, только после окончания войны конференция Лиги Наций состоялась.
В 1919 году Рамондт-Хиршманн вместе с Якобс и Миэн ван Вульффтен Пальте, отправилась на заседание Международного комитета женщин за постоянный мир в Цюрих, где организация сменила своё название на Международную женскую лигу за мир и свободу (WILPF). В 1921 году Рамондт-Хиршманн станет международным секретарём WILPF и будет трудиться на этой должности до 1936 года. Она развелась со своим мужем 27 декабря 1923 года, получив опеку над дочерью. Между 1924 и 1926 годами она путешествовала по различным городам Соединённых Штатов, произнося речи о мире, пока её дочь заканчивала аспирантуру в колледже Брин-Мар. Между 1927 и 1930 годами она занимала пост генерального секретаря голландского Теософского общества, посещая собрания за рубежом. В 1934 году она вместе с дочерью переехала в Хилверсюм, где Софи работала педагогом. В том же году Рамондт-Хиршманн организовала безмолвную демонстрацию за мир, известную как «женщины, идущие за мир». Демонстранты прошли маршем через Гаагу и повторяли протест ежегодно 18 мая до 1940 года.
В 1935 году Рамондт-Хиршманн приняла участие в акции протеста против массовых арестов политических диссидентов нацистами. Между 1935 и 1937 годами она была одним из трёх международных сопредседателей WILPF. В течение 1936 года она работала в Наблюдательном совете Центрального бюро мира и начала своё участие в сборе средств для помощи нуждающимся, пострадавшим во время гражданской войны в Испании. В 1938 году она вернулась в Гаагу и жила там до немецкого вторжения в Нидерланды, после чего переехала к дочери в Хилверсюм, оставив общественную работу.
Рамондт-Хиршманн умерла 20 ноября 1957 года в доме своей дочери в Хилверсюме. Она была одной из самых известных женщин в феминистском пацифистском движении первой половины двадцатого века. Она считала, что участие женщин в международной политике имеет решающее значение, поскольку только они могут придать жёсткому управлению чувство гуманности.